# Waffen- und Kostümkunde

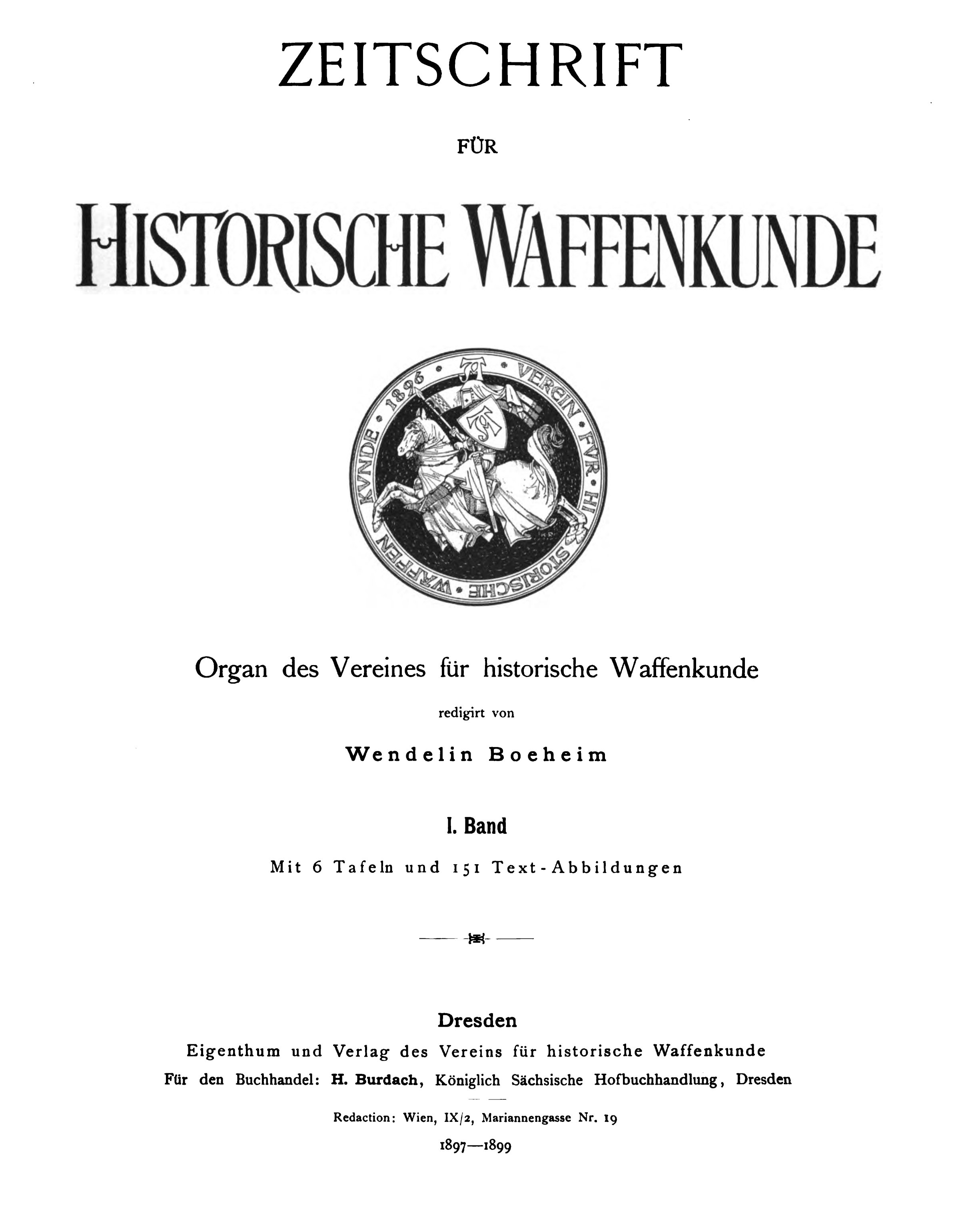

Waffen- und Kostümkunde ist eine historische Fachzeitschrift mit dem Untertitel Zeitschrift für Waffen- und Kleidungsgeschichte. Sie ist das führende deutsche Fachorgan sowohl der historischen Waffenkunde als auch der Kostümkunde.
Herausgegeben wird die Zeitschrift von der Gesellschaft für Historische Waffen- und Kostümkunde e. V.
Sie wurde 1897 als Zeitschrift für historische Waffenkunde von Wendelin Boeheim gegründet und 1923 in Zeitschrift für historische Waffen- und Kostümkunde umbenannt. Mit dem Ende des Zweiten Weltkrieges  erfolgte 1944 die Einstellung der Zeitschrift. Von 1955 bis 1959 erschienen die Mitteilungen der Gesellschaft für Historische Kostüm- und Waffenkunde zu Berlin. Seit 1959 erscheint die fortan Waffen- und Kostümkunde genannte Zeitschrift in der nunmehr dritten Folge. Jährlich erscheinen zwei Hefte.